# Guy Ryder
Pour les articles homonymes, voir Ryder.
Guy Ryder, né le 3 janvier 1956 à Liverpool, est un syndicaliste britannique. Il est secrétaire général de la Confédération internationale des syndicats libres (CISL), de 2002 à 2006, puis de la Confédération syndicale internationale (CSI), de 2006 à 2010, et directeur général de l'Organisation internationale du travail (OIT) de 2012 à 2022.

## Biographie

### Formation
Guy Ryder étudie les sciences politiques et sociales à l’université de Cambridge et suit un cursus d’études latino-américaines à l’université de Liverpool. Outre l’anglais, sa langue maternelle, il parle le français et l' espagnol. 

### Début de carrière
Il commence sa carrière professionnelle en 1981 comme assistant au département international du Congrès des syndicats (TUC) à Londres.
À partir de 1985, il occupe les fonctions de secrétaire de la section Industrie de la Fédération internationale des employés, techniciens et cadres (FIET) à Genève.
En 1988, Guy Ryder devient directeur adjoint puis, à partir de 1993, directeur du bureau de Genève de la Confédération internationale des syndicats libres (CISL).
Guy Ryder rejoint une première fois l’Organisation internationale du travail en 1998 comme directeur du bureau des activités pour les travailleurs et, à partir de 1999, en tant que directeur de cabinet du directeur général. C’est durant cette période que l’OIT adopte l’agenda du travail décent, qui recueille le soutien de la communauté internationale.

### Secrétaire général
En 2002, il est nommé secrétaire général de la CISL à Bruxelles pour conduire le processus d’unification à l’échelle mondiale du mouvement syndical international démocratique. Il devient également une figure de proue de l’appel mondial à l'action contre la pauvreté, au nom duquel il s’exprime à l’occasion du Forum social mondial de 2005. Il est ensuite élu premier secrétaire général de la Confédération syndicale internationale (CSI) à sa création en 2006. Il dirige des délégations syndicales internationales lors de discussions de haut niveau avec les Nations unies, le FMI, la Banque mondiale et l’OMC, ainsi que lors de sommets des dirigeants du G20.
En septembre 2010, Guy Ryder revient à l'OIT à Genève en tant que directeur exécutif du secteur des normes et des principes et droits fondamentaux au travail (STANDARDS). Entre autres activités, il supervise l'application des conventions et recommandations de l'OIT. Il dirige aussi plusieurs missions de haut niveau de l'OIT pour traiter toute une série de questions liées aux normes du travail dans des pays comme Bahreïn, la Colombie, Fidji, la Géorgie, la Grèce, le Myanmar et le Swaziland.

### Directeur général de l'OIT
Guy Ryder est élu directeur général de l’OIT par le conseil d'administration en mai 2012 et prend ses fonctions le 1er octobre suivant. Il s'engage à positionner l'OIT en tant qu'institution déterminée à traduire les principes en action et capable de faire la différence dans la vie des travailleurs sur tous les continents. Pour ce faire, il lance un vaste processus de réformes destiné à assurer l'autorité de l'OIT sur les questions relevant de son mandat. Le 7 novembre 2016, il est réélu pour un second mandat de cinq ans à compter du 1er octobre 2017.

## Distinction
Guy Ryder est nommé commandeur de l’ordre de l'Empire britannique (CBE) lors de la cérémonie des Birthday Honours en 2009.